# Claude de la Magdelaine
Pour les articles homonymes, voir La Magdelaine.
Claude de la Magdelaine, né vers 1601 à Charolles et mort le 21 avril 1652 au château de Lucenay, est un évêque d'Autun  du XVIIe siècle . 

## Biographie
Claude de la Magdelaine est un fils de François de la Magdelaine, marquis de Ragny et de Catherine, fille de Philibert de Marcilly, gouverneur de l'Orléanais et du Berry. Il est donc le petit-neveu de l'évêque Pierre de Marcilly. On ne sait rien de sa formation mais le Saint-Siège accepte de considérer qu'il soit titulaire d'une licence de droit canon et sous-diacre au moment de sa nomination. Il obtient en commende les prieurés de Saint-Symphorien et de Charlieu.
Du fait de la puissance régionale de sa famille et les circonstances de la régente Marie de Médicis, il est nommé conseiller d'État et désigné le 18 mai 1620 comme évêque d'Autun, siège épiscopal vacant depuis décembre 1612. Il est confirmé en 1621 et consacré en septembre de la même année. 
En 1624, il donne son accord à Françoise de Rabutin-Chantal pour la fondation par la mère de celle-ci, Jeanne de Chantal, du couvent de la Visitation d'Autun.
Il est pourvu comme commendataire en 1645 de l'abbaye Saint-Eptade de Cervon dans le diocèse d'Autun.